# Slowhand
| 전문가 평가                       | 전문가 평가  |
| 평가 점수                         | 평가 점수    |
| 출처                              | 점수         |
| --------------------------------- | ------------ |
| AllMusic                          | [ 1 ]        |
| Q                                 | [ 2 ]        |
| The Rolling Stone Album Guide     | [ 3 ]        |
| Christgau's Record Guide          | C+           |
| Music Story                       | [ 5 ]        |
| Chicago Tribune                   | [ 6 ]        |
| The Encyclopedia of Popular Music | [ 7 ]        |
| New York Times                    | (favourable) |

《Slowhand》는 영국의 싱어송라이터 에릭 클랩튼의 다섯 번째 솔로 스튜디오 음반이다. 1977년 11월 25일, RSO 레코드에 의해 발표되었고, 클랩튼의 별명에 따라 제목이 붙여진 이 음반은 상업적이고 비판적으로 가장 성공적인 그의 스튜디오 음반들 중 하나이다. 《Slowhand》는 히트곡인 〈Lay Down Sally〉와 〈Wonderful Tonight〉을 프로듀싱했고, 다양한 국제 음악 차트에 올랐고, 수많은 상과 음반 인증으로 영예를 안았다. 2012년에는 이 음반의 35주년을 기념하기 위해 디럭스 에디션이 출시되었다.

## 녹음
클랩튼은 음반 프로듀서인 글린 존스와 함께 일하고 싶어했다. 왜냐하면 그는 존스가 롤링 스톤스나 이글스와 같은 유명한 그룹들과 훌륭한 작품을 만들어 냈고 영국과 미국의 음악가들과 함께 일하는 법을 이해했다고 생각했기 때문이다. 존스와 함께 스튜디오에 있는 동안, 클랩튼은 A급 프로듀서가 매우 절제되고 방해받는 것을 싫어한다고 언급했다. 왜냐하면 그것은 중요한 녹음 시간을 빼앗을 것이기 때문이다. 클랩튼에 따르면, 클랩튼과 그의 밴드가 녹음할 때 거의 항상 술에 취해 있었지만, 존스는 클랩튼의 작품을 좋아했고 모든 음악가들에게 최고의 작품을 선사했다고 한다.

## 제목 및 삽화
이 음반의 제목은 조르지오 고멜스키가 그에게 준 클랩튼의 별명을 따온 것이다. 클랩튼은 2007년 자서전에서 "슬로우핸드(Slowhand)"라는 이름이 본명에 매달려 있는 것 같았는데, 그 별명을 들으면 서부 개척 시대를 떠올리는 미국 친구들과 팬들 모두에게 호평을 받는 것 같았기 때문이었다고 회고했다. 이 음반의 작품은 "엘&넬 잉크"로 인정받는 패티 보이드와 데이브 스튜어트의 도움으로 클랩튼이 직접 만들었다. 축음기 음반 포장의 안쪽을 위한 다양한 사진들을 고르는 것 외에도, 그에게 더 깊은 중요성을 지닌 두 장의 사진, 즉 그가 보이드와 키스하는 사진, 그리고 또 다른 사진은 클랩튼이 그의 허트우드 엣지 에스테이트에서 조지 해리슨이 같은 모델과 함께 나타나는 것을 보고 사들인 페라리 365 GT4 BB를 보여준다. 영국 음반사가 호주 투어를 마친 뒤 교통사고로 클랩튼과 관련됐던 이 차는 클랩튼을 거의 죽일 뻔했다.

## 곡 목록
| #  | 제목                      | 작사·작곡                                   | 재생 시간 |
| -- | ------------------------- | ------------------------------------------- | --------- |
| 1. | 〈Cocaine〉               | J. J. 케일                                  | 3:38      |
| 2. | 〈Wonderful Tonight〉     | 에릭 클랩튼                                 | 3:41      |
| 3. | 〈Lay Down Sally〉        | 에릭 클랩튼, 조지 테리, 마르셀라 디트로이트 | 3:56      |
| 4. | 〈Next Time You See Her〉 | 에릭 클랩튼                                 | 4:01      |
| 5. | 〈We're All the Way〉     | 돈 윌리엄스                                 | 2:32      |

| #  | 제목                   | 작사·작곡                | 재생 시간 |
| -- | ---------------------- | ------------------------ | --------- |
| 1. | 〈The Core〉           | 에릭 클랩튼, 마시 레비   | 8:45      |
| 2. | 〈May You Never〉      | 존 마틴                  | 3:01      |
| 3. | 〈Mean Old Frisco〉    | 아서 크루덥              | 4:42      |
| 4. | 〈Peaches and Diesel〉 | 에릭 클랩튼, 알비 갈루텐 | 3:14      |

## 인증
| 국가                                    | 인증        | 판매량/출하량 |
| --------------------------------------- | ----------- | ------------- |
| 캐나다 (뮤직 캐나다)                    | 2× 플래티넘 | 200,000^      |
| 스위스 (IFPI 스위스) 1990 certification | 골드        | 50,000^       |
| 스위스 (IFPI 스위스) 1993 certification | 골드        | 50,000^       |
| 영국 (BPI)                              | 골드        | 100,000^      |
| 미국 (RIAA)                             | 3× 플래티넘 | 3,000,000^    |
| ^출하량을 기반으로 한 인증              |             |               |